# 揚凱恩 (喬治亞州)
揚凱恩（英語：Youngcane）是位於美國喬治亞州猶尼昂縣的一個鬼鎮。由於此地已於1955年被荒廢，本地已無人居住。

## 地理
揚凱恩的座標為34°49′57″N 84°04′44″W / 34.83250°N 84.07889°W，而該地的平均海拔高度為591米（即1939英尺）。